# TwoDots
TwoDots — логическая игра для устройств на платформах iOS и Android, в которой игрок должен соединять между собой точки различного цвета, чтобы проходить уровни. Игра разработана компанией Playdots, Inc. В настоящее время в TwoDots есть 5380 уровней (19.10.2023) Также каждую пятницу активируются дополнительные 7 уровней на карте сокровищ, за которые выдаётся открытка (не даёт никаких бонусов и преимуществ для обычных уровней). Время от времени пользователи спустя 3-5 миссий должны просмотреть обязательную встроенную рекламу, которую нельзя пропустить

## Игровой процесс
Каждый уровень в игре имеет свою отметку на карте, по которой путешествует игрок. Для прохождения уровня необходимо выполнить определённое задание. Например, игрока могут попросить соединить определённое количество точек одинакового цвета, опустить якоря, разбить льды, потушить огоньки или собрать схемы. При прохождении уровня игрок соединяет две или более точек одинакового цвета. Соединять точки можно по вертикали, горизонтали, но не по диагонали. Большое количество точек можно соединять в ломанные линии или в замкнутые многоугольники. При образовании замкнутой фигуры (обычно это бывает квадрат из четырёх точек) все точки данного цвета уничтожаются и, кроме того, если фигура содержит в себе точки, то они превращаются в бомбочки и уничтожают восемь точек вокруг себя. При исчезновении точек сверху поля добавляются новые случайного цвета.
Игроку даётся пять жизней на прохождения уровней. Если уровень не пройден, то жизнь сгорает. Жизни восстанавливаются со временем. Возможно также получить дополнительные жизни путём покупки, просмотра рекламы или открытия ежедневного бонуса.

## Популярность
Данная игра была загружена более 30 миллионов раз игроками разных стран. Своим создателям она принесла более 15 миллионов долларов. В России насчитывается более миллиона установок.
В настоящее время игра непрерывно развивается, добавляются новые уровни. Пол Мёрфи, который является руководителем проекта, отзывается о своём детище так:
Для меня сложно разглядеть, как далеко зашла наша команда, потому что каждый день мы разрабатываем уровни и пишем код. Но когда я останавливаюсь, смотрю на статистику игроков, наши награды, функции и контент, которые мы создали, у меня голова кругом идёт.
Создатели игры не стремятся навязывать пользователям платный контент в ней. Все уровни без особого труда можно пройти и без траты средств. Разработчики предпочитают строить бизнес таким образом, чтобы пользователь сам нашёл контент и функции, достойные покупки.